# Strömsunds kontrakt
Strömsunds kontrakt var ett kontrakt inom Härnösands stift av Svenska kyrkan. Kontraktet upphörde 31 december 2011 och församlingarna övergick till Krokom-Åre-Strömsunds kontrakt.
Kontraktskod var 1009 och omfattade församlingar i Strömsunds kommun.

## Administrativ historik
Kontraktet bildades 2001 av
del av då upplösta Ströms kontrakt med 
- Hammerdals församling
- Gåxsjö församling
- Ströms församling
- Alanäs församling
- Frostvikens församling

del av då upplösta Ramsele kontrakt med
- Tåsjö församling
- Fjällsjö församling
- Bodums församling